# Kolosy (Frygia)

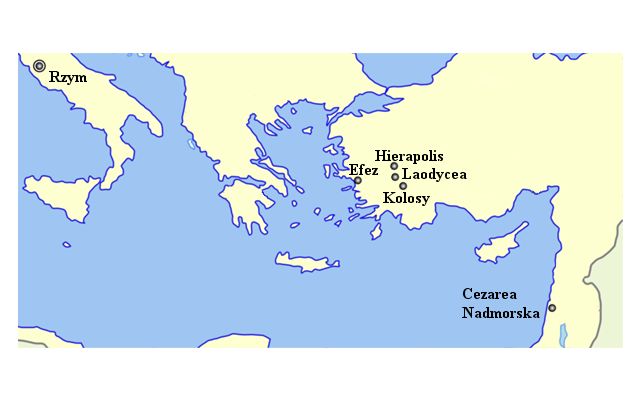
Położenie Kolosów

Kolosy (gr. Κολοσσαί) – starożytne miasto w dolinie rzeki Likos we Frygii, krainie w zachodniej części Azji Mniejszej, dawnej prowincji rzymskiej Azja. Ruiny miasta znajdują się 4 km na północ od Honaz, 20 km na wschód od Denizli.

## Położenie
Kolosy leżą nad rzeką Likos, lewym dopływem Meandra, u podnóża góry Kadmos (obecnie Eşler Dag – wys. 2528 m), w odległości około 17 km na południowy wschód od Laodycei (Denizli) i około 26 km od Hierapolis (Pamukkale). Ruiny Kolosów odkryto w 1835 roku nieopodal drogi łączącej Efez z Ikonium (Konya). Z miasta ocalały fragmenty akropolu i teatru na południowym brzegu rzeki oraz nekropolii i zespołu budynków na drugim brzegu.

## Historia miasta
Miasto istniało przynajmniej od V wieku p.n.e. W okresie od V do III wieku było głównym ośrodkiem miejskim w dolinie Likosu. Podstawę dobrobytu Kolosów, oprócz handlu, stanowił przemysł wełniany i tekstylny, a nazwy miasta – colossinus, używano do określania ciemnoczerwonego barwnika używanego do farbowania wełny. Na początku ery chrześcijańskiej Kolosy utraciły dawne znaczenie na rzecz sąsiadującej z nimi Laodycei. Region doliny Likosu nawiedzały częste trzęsienia ziemi. Wedle informacji znajdującej się u Tacyta jedno z nich, datowane na 60/61 rok bardzo poważnie dotknęło Laodyceę, a przypuszczalnie również Kolosy. Miasto popadło w ruinę w III wieku po Chr., a w jego pobliżu założono nowe miasto o nazwie Chonai (Honaz).

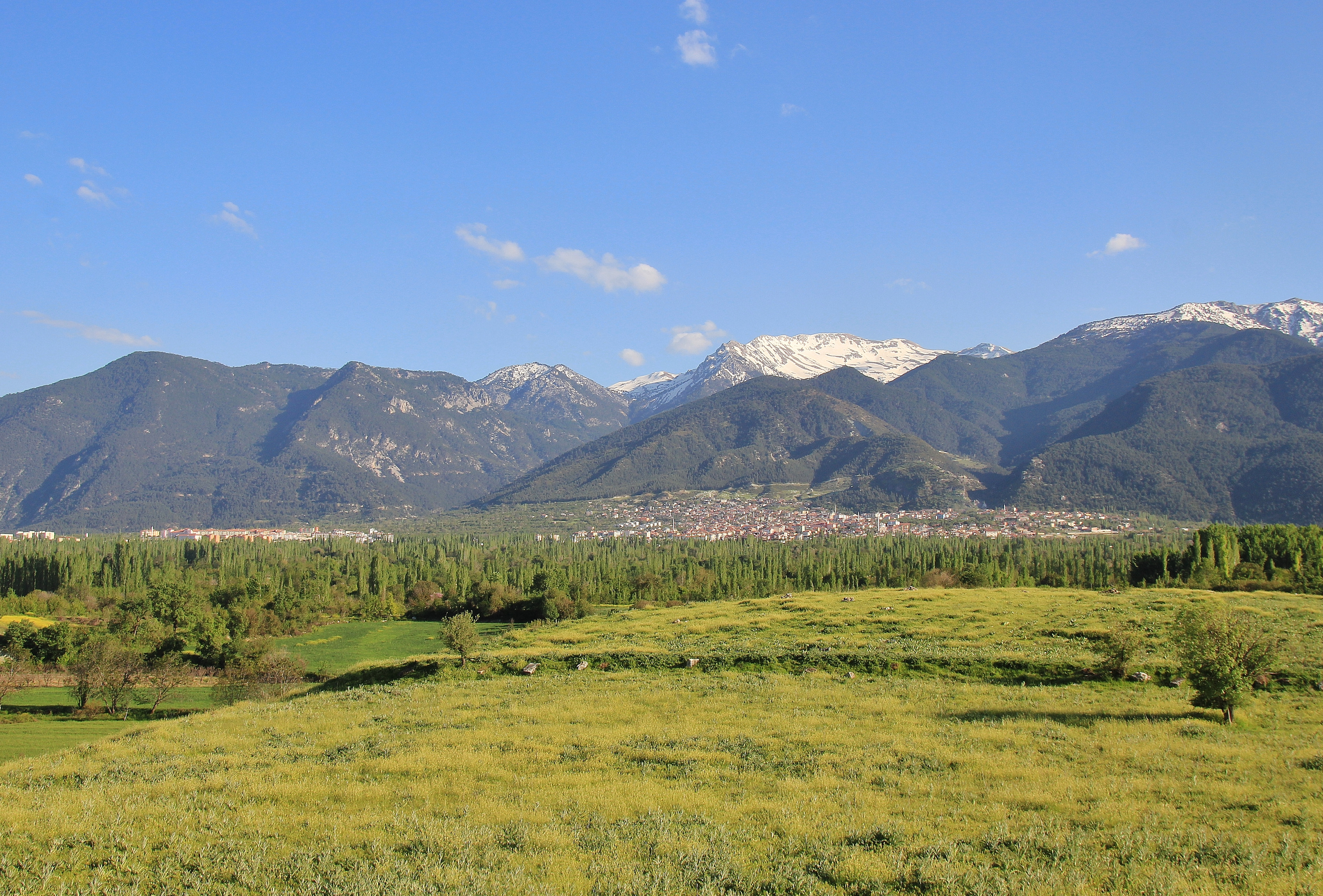
Widok na Kadmos i współczesne Honaz

Ludność Kolosów stanowili rodowici Frygijczycy, Grecy oraz spora, szacowana na około 10 tysięcy, kolonia żydowska. W Kolosach poświadczono kult Artemidy efeskiej i Zeusa Laodycejskiego, a także Mena, Selene, Demeter, Higiei, Heliosa, Ateny, Tyche, Boule, Izydy i Serapisa. W pobliskim Hierapolis obok świątyni Apollina znajdowała się grota Plutonion, uważana za wejście do podziemi, do której wydobywał się, przez szczeliny trujący gaz. Do groty mieli prawo wchodzić jedynie eunuchowie zwani Galloi, kapłani frygijskiej bogini ziemi Kybele.
W I wieku powstała w Kolosach wspólnota chrześcijańska, składająca się głównie z dawnych pogan, założona najprawdopodobniej przez Kolosanina Epafrasa, ucznia świętego Pawła Apostoła. Do chrześcijan kolosańskich Paweł napisał list, który wszedł do kanonu Nowego Testamentu. Z Kolosów pochodził niewolnik Onezym i najprawdopodobniej jego pan Filemon, adresat Listu do Filemona.
Arcybiskup Kolosów to tytuł jednego z biskupów tytularnych w Kościele rzymskokatolickim.